# Étoiles de jour (film, 1968)
Pour les articles homonymes, voir Étoiles de jour.
Pour plus de détails, voir Fiche technique et Distribution.
Étoiles de jour (titre original : Дневные звёзды • Dnevnyye zvozdy) est un film soviétique réalisé par Igor Talankine, sorti en 1966,.

## Fiche technique
- Titre : Étoiles de jour
- Titre original : Дневные звёзды • Dnevnyye zvozdy
- Réalisation : Igor Talankine
- Scénario        = Igor Talankine, Olga Berggolts
- Photographie : Margarita Pilikhina
- Montage : Zoia Verevkina
- Musique : Alfred Chnitke
- Décors : Alexandre Makarov, Nikolaï Usatchev